# 小行星族
小行星族是一些有相似的軌道要素，例如半長軸、扁率、軌道傾角的小行星。族內的成員被認為是過去小行星碰撞所產生的碎片。

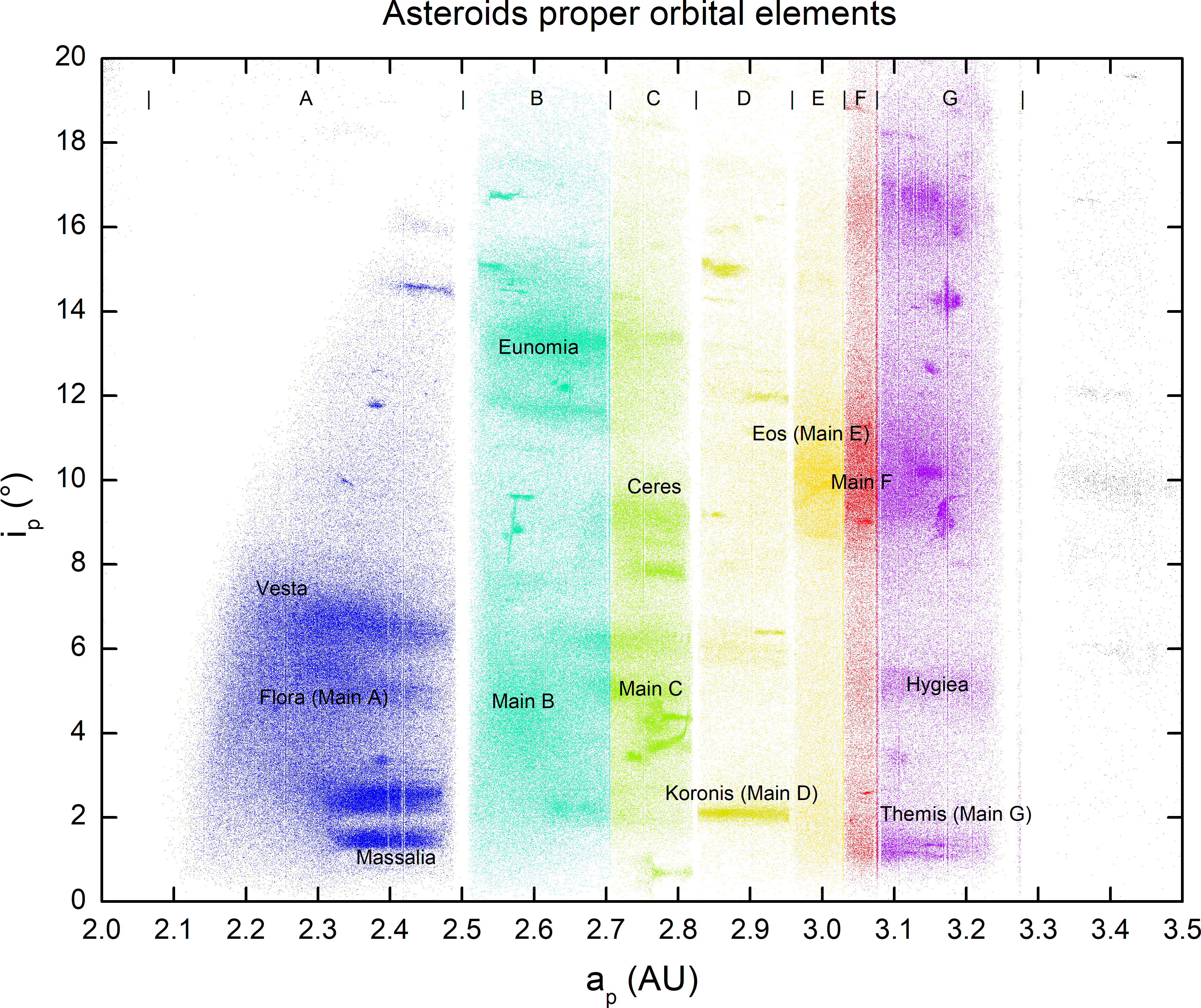
知名的小行星家族獨特的傾角對應於軌道半長軸圖，可以看出小行星的家族成為明顯的叢集

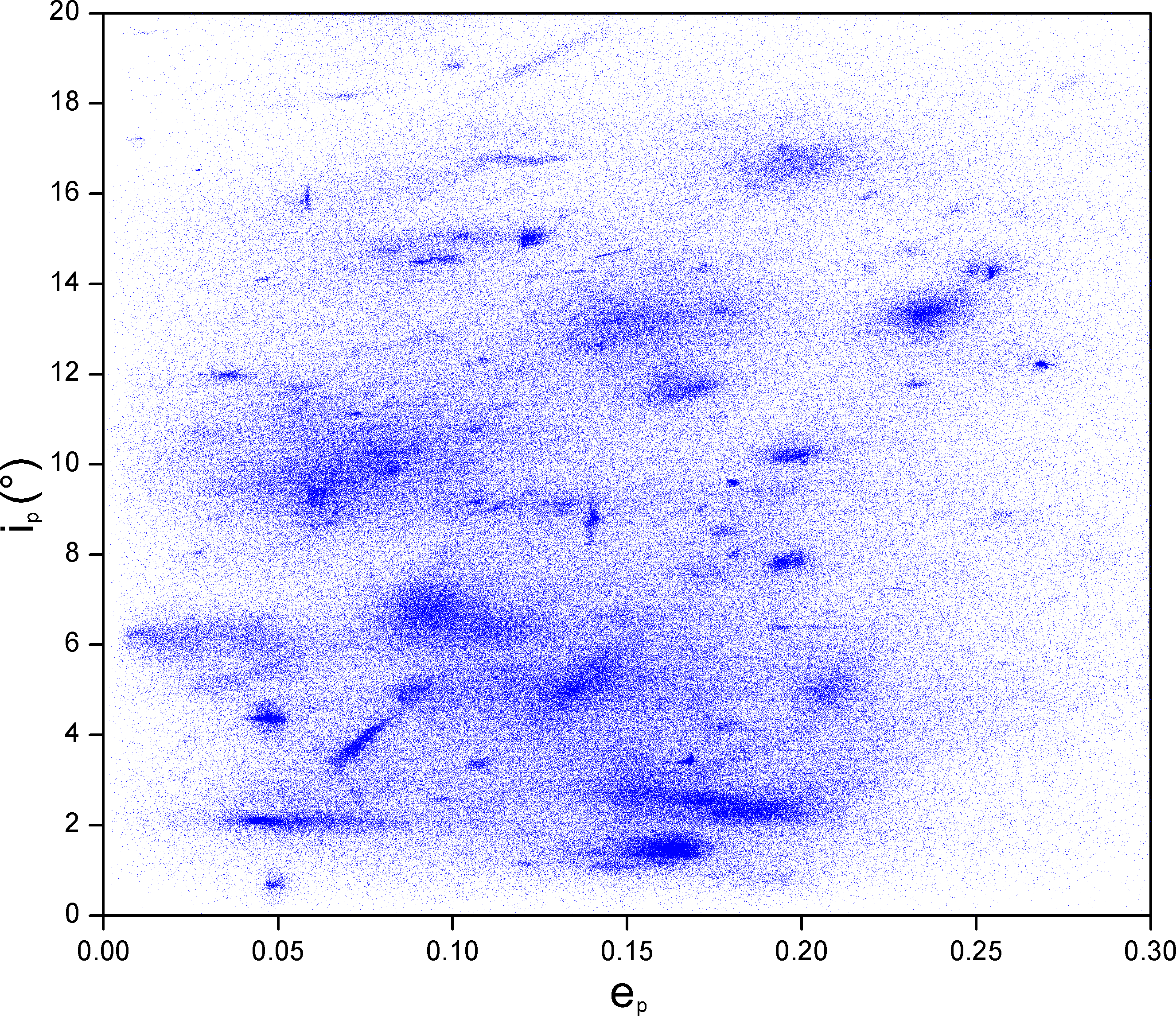
知名的小行星家族獨特的傾角對應於離心率圖

## 一般特性
大的、著名的小行星族包含數百顆被確認的小行星(為數更多的更小成員未被分析或是尚未被發現)，小的、緊密的家族可能只有10顆被辨認出來的成員。在小行星帶大約33～35%的小行星分屬於不同的家族。
大約有20～30個小行星族已經被明確的辨認出來，不明確的則10倍於此數量。大部分的小行星族都存在於小行星帶內，但依然有些家族，像是智神星族、匈牙利族和福後星族( Phocaea family)，有著很小的半長軸或相對於小行星帶有著較大的軌道傾角。還有些研究試圖發現在特洛依小行星中由碰撞形成小行星族的證據，但迄今仍沒有具有決定性的證據。

## 起源和發展
家族的形成被認為是源自小行星之間的互撞。有許多或多數小行星家族的母體已經被撞碎，但也有幾個家族的母體歷經撞擊之後未遭毀壞（例如灶神星族、智神星族、健神星族和馬賽族）。像這類持續撞擊的家族，典型都會有一顆獨大的母體和為數眾多的小行星。有些家族（像是花神星族）在同一個區域內有著目前還無法解釋的複雜內部結構，但也許可以歸結於在不同時間發生的幾次撞擊。
由於起源的方式，多數家族都有能緊密配合的結構（組成），要注意的例外（像是灶神星族）是從大到已經分化的母體分離所形成的家族。
小行星家族的生命期被認為在十億年左右的等級上，但還會依據各種各樣的因素改變（例如：越小的越容易失去）。這與太陽系的年齡比較明顯短了許多，只有少數可能是太陽系早期的遺物。家族崩潰的兩個主要原因，一是由於木星或其他較大天體的擾動造成軌道緩慢的散逸，另一則是小行星之間的互撞和磨碎成更小的個體。這些微小的個體則會受到亞爾科夫斯基效應的擾動，隨著時間不斷的被推擠向木星的共振軌道。而一旦進入，它們便會很快的從小行星的主帶中被拋射出去。試探性的估計得到一些家族的年齡範圍，從少於幾百萬年到數億年都有，例如密實的凱倫族。老的家族被認為只有少量的微小個體成員，而這也就是判斷年齡的依據。
非常老的家族則被假設已經失去所有的較小，甚至中等大小的成員，而剩下的成員只有少數最大的小行星，穎神星和羊神星就被認為是一對這樣的家族。進一步的證據來自對鐵隕石的化學成分分析，認為曾有為數眾多的家族（現在已經散逸）。這表示，必定有50至100顆已經分化的小行星，遭到撞擊碎裂而曝露出核心，並成為實際的隕石。（Kelley & Gaffey 2000）。

## 成員和闖入者的確認
當小行星的軌道元素被描繪出來時（傳統上是軌道傾角與離心率或是軌道半長軸對應），一定數量的小行星在背景環境中有著相當一致的集中度，這些集中性就造成了小行星的家族。

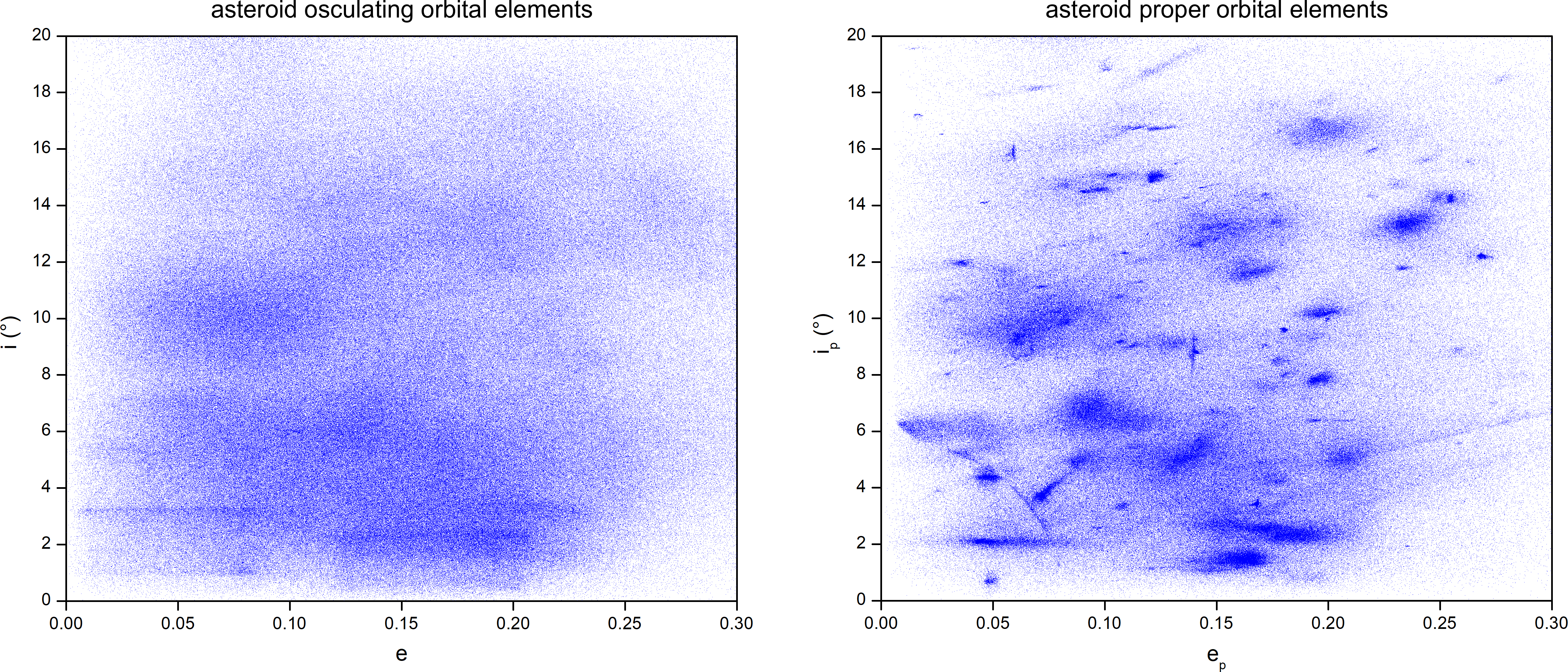
小行星的軌道元素：標準的軌道要素在左邊（家族不易區分）與特有的軌道元素在右邊（家族易於區分）

更確實的說，家族和它們的成員是經由分析所謂固有的軌道要素而非經由流行的，在數萬年的時間尺度下通常會改變的共振軌道要素來確認的。這些固有的軌道元素在數萬年或更長的時間尺度下依然會保持穩定不變的運動狀態。
日本天文學家平山清次（1874-1943）指出小行星固有的軌道元素，並且在1918年率先辨認出一些最明顯的家族。
為了表示尊榮，有時小行星家族就稱為平山族，這特別適用於他所發現的五個特徵鮮明的族群。
現在，計算機加入搜尋和分辨的工作，已經分辨出數千顆小行星屬於不同家族的成員。最有效的分析方法是集團叢集法（HCM ，Hierarchical Clustering Method），觀察軌道元素在距離上非常接近的小行星；還有子波分析法（WAM ，Wavelet Analysis Method），在軌道元素的空間中建立起小行星分布的密度圖，然後觀察密度的峰值。
有些小行星家族的疆域非常糢糊，因為在邊界上會參雜入主帶的背景密度中而不易分辨。也因為這個緣故，在已經發現的小行星中只能知道大略的數量，而位在邊界附近的小行星通常不能確認是否為家族的成員。
另一方面，一些來自背景環境中屬於異類的闖入者也可能位於家族的中心區域。
由於真正的家族成員來自於相互撞擊產生的碎片，可預期有相近的成分，大部分的闖入者可以經由光譜上的差異區分出來。明顯的例子就是穀神星，他是最大的小行星，但卻是曾經被稱為穀神星族，現在正名為Gefion族的闖入者。
光譜的特徵也被用來確認散失在家族疆域之外的小行星成員，例如灶神星族，它的成員都有獨特的成分。

## 家族類型
如早先所提及，撞擊沒有讓母體瓦解，只是拋出一些碎片，這樣形成的稱為撞擊式家族。其他的術語用於區別在統計上較不明確，或是"有名無實的家族"或"叢集"等等不同的類型。
- 叢 （Clumps）：相對上只有少數的成員，但從背景觀察特徵卻很清楚，如婚神星族（叢）。
- 門（Clans）： 是逐漸合併入背景密度之中，或是有複雜的內部結構使難以決定是一個複雜的小組還是無關係的僅是重疊在一起，例如花神星族。
- 種（Tribes）：是在統計上較不肯定，或是密度小而與背景的差異不大，或是軌道參數不確定的小集團。

註：中国國內似乎未細分而一概稱為族或家族。

## 一些族群的列表
| 家族名稱                     | 名自於                       | 軌道要素                     | 軌道要素                     | 軌道要素                     | 尺寸                         | 尺寸                               | 別稱                                                          |
| 家族名稱                     | 名自於                       | 軌道半長軸a (天文單位)       | 扁率e                        | 軌道傾角 i (°)               | 估計數量(%)                  | members in Zappalà HCM analysis[A] | 別稱                                                          |
| 在小行星帶中最著名的族群有： | 在小行星帶中最著名的族群有： | 在小行星帶中最著名的族群有： | 在小行星帶中最著名的族群有： | 在小行星帶中最著名的族群有： | 在小行星帶中最著名的族群有： | 在小行星帶中最著名的族群有：       | 在小行星帶中最著名的族群有：                                  |
| ---------------------------- | ---------------------------- | ---------------------------- | ---------------------------- | ---------------------------- | ---------------------------- | ---------------------------------- | ------------------------------------------------------------- |
| 曙神星族                     | 曙神星                       | 2.99 to 3.03                 | 0.01 to 0.13                 | 8 to 12                      |                              | 480                                |                                                               |
| 司法星族                     | 司法星                       | 2.53 to 2.72                 | 0.08 to 0.22                 | 11.1 to 15.8                 | 5%                           | 370                                |                                                               |
| 花神星族                     | 花神星                       | 2.15 to 2.35                 | 0.03 to 0.23                 | 1.5 to 8.0                   | 4-5%                         | 590                                | 愛女星族 after 愛女星                                         |
| 健神星族                     | 健神星                       | 3.06 to 3.24                 | 0.09 to 0.19                 | 3.5 to 6.8                   | 1%                           | 105                                |                                                               |
| 鴉女星族                     | 鴉女星                       | 2.83 to 2.91                 | 0 to 0.11                    | 0 to 3.5                     |                              | 310                                |                                                               |
| 瑪麗亞族                     | 瑪麗亞                       | 2.5 to 2.706                 |                              | 12 to 17                     |                              | 80                                 |                                                               |
| 侍神星族                     | 侍神星                       | 2.41 to 2.5                  | 0.12 to 0.21                 | 1.5 to 4.3                   |                              | 380                                | 沃神星 族 after 沃神星                                        |
| 司理星族                     | 司理星                       | 3.08 to 3.24                 | 0.09 to 0.22                 | 0 to 3                       |                              | 530                                |                                                               |
| 灶神星族                     | 灶神星                       | 2.26 to 2.48                 | 0.03 to 0.16                 | 5.0 to 8.3                   | 6%                           | 240                                |                                                               |
| 其他值得注意的族群[C]:       |                              |                              |                              |                              |                              |                                    |                                                               |
| 導神星族                     | 導神星                       |                              |                              |                              |                              | 65                                 |                                                               |
| 阿斯特麗德族                 | 阿斯特麗德                   |                              |                              |                              |                              | 11                                 |                                                               |
| Bower 族                     | Bower                        |                              |                              |                              |                              | 13                                 | 安狄米恩族 after 安狄米恩                                     |
| 巴西利亞族                   | 巴西利亞                     |                              |                              |                              |                              | 14                                 |                                                               |
| Gefion 族                    | Gefion                       | 2.74 to 2.82                 | 0.08 to 0.18                 | 7.4 to 10.5                  | 0.8%                         | 89                                 | 原先以穀神星為首稱為穀神星族， 也曾以慧神星為代表稱為慧神星族 |
| Chloris 族                   | Chloris                      |                              |                              |                              |                              | 24                                 |                                                               |
| 多拉星族                     | 多拉星                       |                              |                              |                              |                              | 78                                 |                                                               |
| Erigone 族                   | Erigone                      |                              |                              |                              |                              | 47                                 |                                                               |
| 希爾達族                     | 希爾達                       | 3.7 to 4.2                   | >0.07                        | <20°                         | -                            |                                    |                                                               |
| 凱倫族                       | 凱倫                         |                              |                              |                              |                              | 39[B]                              |                                                               |
| 呂底亞族                     | Lydia                        |                              |                              |                              |                              | 38                                 |                                                               |
| 馬賽族                       | 馬賽                         | 2.37 to 2.45                 | 0.12 to 0.21                 | 0.4 to 2.4                   | 0.8%                         | 47                                 |                                                               |
| 存女星族                     | 存女星                       |                              |                              |                              |                              | 15                                 |                                                               |
| Merxia 族                    | Merxia                       |                              |                              |                              |                              | 28                                 |                                                               |
| Misa 族                      | Misa                         |                              |                              |                              |                              | 26                                 |                                                               |
| Naëma 族                     | Naëma                        |                              |                              |                              |                              | 7                                  |                                                               |
| 復仇女神族                   | 復仇女神                     |                              |                              |                              |                              | 29                                 | 協和女神族 after 協和女神                                     |
| Rafita 族                    | Rafita                       |                              |                              |                              |                              | 22                                 |                                                               |
| 真理星族                     | 真理星                       |                              |                              |                              |                              | 29                                 | Undina 族 after Undina                                        |
表的註解：
- [A]: Mean of the "core" members found in HCM and WAM analyses by Zappala et al (1995), rounded to 2 significant digits. That analysis considered 12487 asteroids, but currently over 300,000 are known (an increase by a factor of over 25). Hence, the number of currently catalogued asteroids that are members of a given 族 is likely to be greater than the value in this column by a similar factor of roughly 25.
- [B]: Reference elsewhere.
- [C]: Most of these are families listed as "robustly" identified in Bendjoya and Zappala (2002). Exception: Karin 族.

## 外部連結
- Planetary Data System - Asteroid Families dataset （页面存档备份，存于）, as per the Zappalà 1995 analysis.
- Latest calculations of proper elements for numbered minor planets at astDys.
- Asteroid (and Comet) Groups （页面存档备份，存于） by Petr Scheirich.